# Cephalaria hakkiarica
Cephalaria hakkiarica är en tvåhjärtbladig växtart som beskrevs av Henry John Matthews. Cephalaria hakkiarica ingår i släktet jätteväddar, och familjen Dipsacaceae. Inga underarter finns listade i Catalogue of Life.